# Antequera Blues Festival
El Antequera Blues Festival es un festival de música celebrado en Antequera desde 1998.

## Historia
Se podría decir que el Antequera Blues Festival se empezó a celebrar en 1988 con un concierto celebrado en la Plaza de toros de Antequera. A partir de su segunda edición, la de 1989 se empezó a celebrar en la Real Colegiata de Santa María la Mayor hasta 1991. Tras varios años de espera, el festival se volvió a realizar en 1995 y hasta la actualidad no ha parado de celebrarse, consiguiendo llegar a su XXI edición en 2011.

## Datos

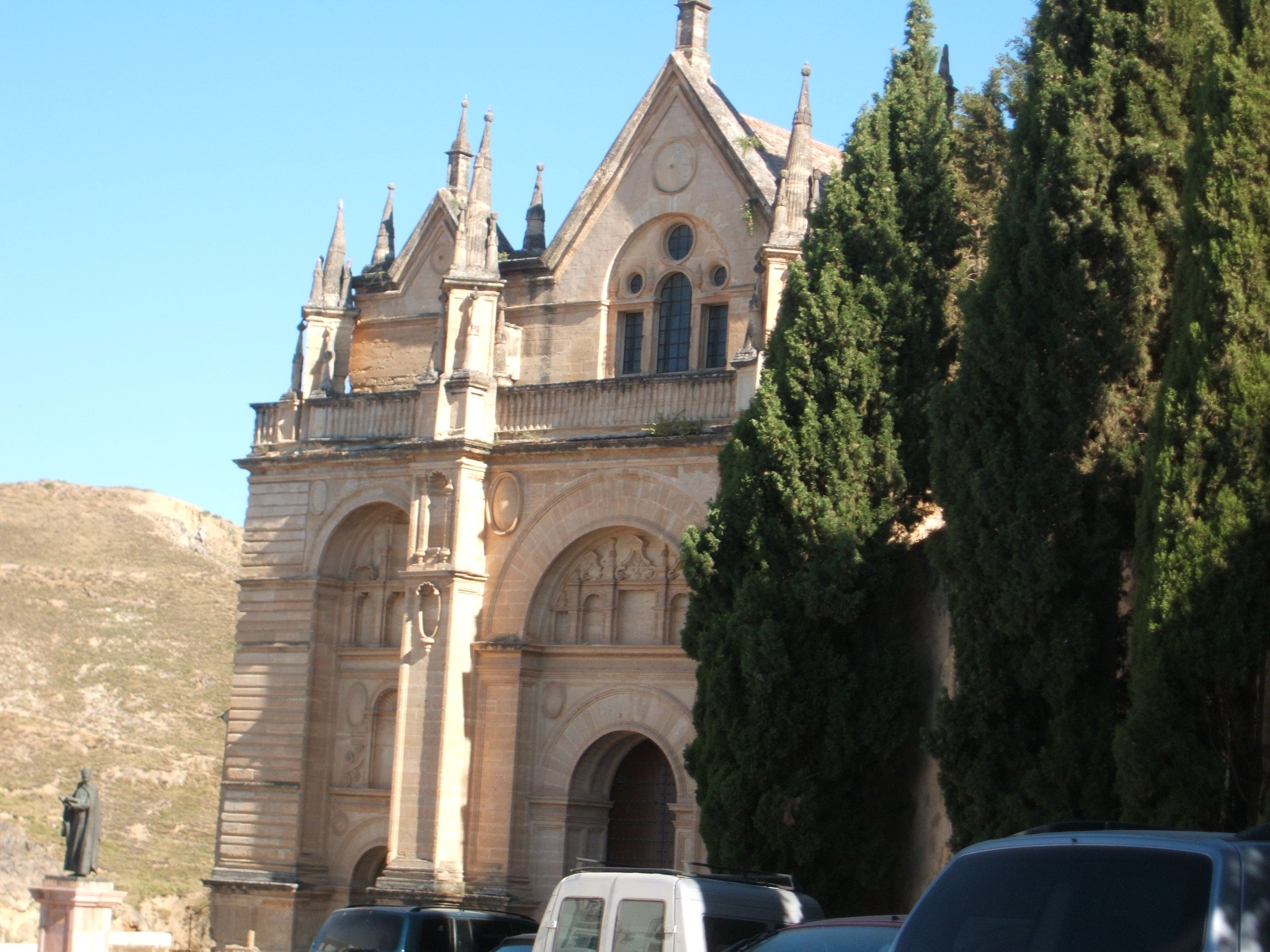
La Real Colegiata

El festival se celebra en la Plaza del Escribano, situada dentro de la Alcazaba de Antequera, en esta plaza se encuentra la Real Colegiata de Santa María la Mayor y las termas romanas. Se celebra en los fines de semana del mes de julio, durante los que Antequera se convierte en el centro neurálgico del blues, participando grupos como The Bluesmen, Lito Blues Band o Allfreedom & Tom Lardner.